# 張武齡

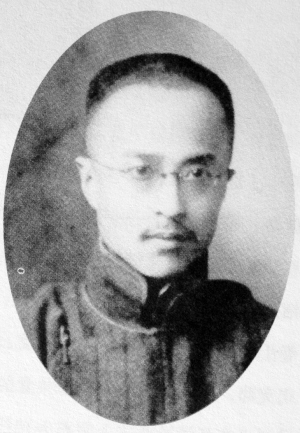
張武齡

張武齡（1889年—1938年），字繩進，後取名冀牖、吉友，安徽合肥（今肥西）人，民初教育家。

## 生平
張武齡原為晚清洋務專家張樹聲四弟張樹屏長子張雲官之子，因張樹聲長子張雲端無子，遂過繼給張雲端。張武齡曾創辦平林中學、樂益女中，推動女子教育。清光緒三十二年（1906年）與揚州人陸英結婚，據說當時陸府送嫁妝的行列從大東門的南淝河碼頭一路連綿到龍門巷，婚後育有四女六子，四个女儿的名字分别是张元和、张允和、张兆和及张充和，都带“ㄦ”字，意即“两条腿”，女儿总是要嫁出去的；六个儿子名字分别是张宗和、张寅和、张定和、张宇和、张寰和、张宁和，都带“宀”字，意即男孩是要留在家里的。亦有人云，女孩名字裡的“ㄦ”字，暗指她们要主動接受教育，接觸新思想，用知識和文化的力量，走向外界。男孩名字裡的“宀”字，寓意他们要頂天立地、繼承家聲，成為有用之人。